# Kevin Mayer
Kevin Mayer (n. 10 februarie 1992, Argenteuil, Franța) este un atlet ce a reprezentat Franța, medaliat olimpic. A participat la 3 ediții ale Jocurilor Olimpice (2012, 2016, 2020) în care a câștigat două medalii de argint în proba de decatlon. A stabilit un record mondial în 2018 și a fost campion mondial în anii 2017 și 2022.

## Palmares
| An   | Competiție                              | Locație                    | Loc | Eveniment | Note |
| ---- | --------------------------------------- | -------------------------- | --- | --------- | ---- |
| 2009 | Campionatul Mondial de Juniori (sub 18) | Brixen, Italia             | 1   | octatlon  | 6478 |
| 2010 | Campionatul Mondial de Juniori          | Moncton, Canada            | 1   | decatlon  | 7928 |
| 2011 | Campionatul European de Juniori         | Tallinn, Estonia           | 1   | decatlon  | 8124 |
| 2012 | Jocurile Olimpice                       | Londra, Marea Britanie     | 15  | decatlon  | 7952 |
| 2013 | Campionatul European în sală            | Göteborg, Suedia           | 2   | heptatlon | 6297 |
| 2013 | Campionatul Mondial                     | Moscova, Rusia             | 4   | decatlon  | 8446 |
| 2014 | Campionatul European                    | Zürich, Elveția            | 2   | decatlon  | 8521 |
| 2016 | Jocurile Olimpice                       | Rio de Janeiro, Brazilia   | 2   | decatlon  | 8834 |
| 2017 | Campionatul European în sală            | Belgrad, Serbia            | 1   | heptatlon | 6479 |
| 2017 | Campionatul Mondial                     | Londra, Marea Britanie     | 1   | decatlon  | 8768 |
| 2018 | Campionatul Mondial în sală             | Birmingham, Marea Britanie | 1   | heptatlon | 6348 |
| 2018 | Campionatul European                    | Berlin, Germania           | –   | decatlon  | NT   |
| 2019 | Campionatul Mondial                     | Doha, Qatar                | –   | decatlon  | NT   |
| 2021 | Campionatul European în sală            | Toruń, Polonia             | 1   | heptatlon | 6392 |
| 2021 | Jocurile Olimpice                       | Tokio, Japonia             | 2   | decatlon  | 8726 |
| 2022 | Campionatul Mondial                     | Eugene, Statele Unite      | 1   | decatlon  | 8816 |
| 2022 | Campionatul European                    | München, Germania          | –   | decatlon  | NT   |
| 2023 | Campionatul European în sală            | Istanbul, Turcia           | 1   | heptatlon | 6348 |
| 2023 | Campionatul Mondial                     | Budapesta, Ungaria         | —   | decatlon  | NT   |
| 2024 | Campionatul European                    | Roma, Italia               | 5   | decatlon  | 8476 |